# الكسر
الكسر هو فيلم محاكمة أمريكي صدر عام 2007 من إخراج جريجوري هوبليت .

## ملخص
عندما تيودور " تيد »يكتشف كروفورد أن زوجته الشابة جينيفر خونه، ويقرر قتلها في منزلهما، بإطلاق النار على رأسها من مسافة قريبة. تظل الرصاصة في جمجمتها، وتدخل زوجته في غيبوبة. وبعد إستدعاء الشرطة ،يحضر المفتش روبرت " روب » نونالي لمقابلة تيد. ويعترف الأخير بالوقائع، ويكتشف المفتش برعب أن الضحية هي المرأة التي كان على علاقة غرامية معها سراً. تم يقبض على تيد.
يقرر تد الدفاع عن نفسه في محاكمته. يواجه ويليام ويلي بيتشوم، مساعد المدعي العام الشاب الطموح الذي على وشك الانضمام إلى شركة محاماة مرموقة. يتبين أن القضية التي تبدو بسيطة هي قضية مليئة بالتقلبات والمنعطفات. لأن تيد قد أعد خطته بمهارة. تم العثور على سلاح، لكنه ليس السلاح الذي يستخدم لإطلاق النار. وبالإضافة إلى ذلك، كشف خلال المحاكمة، بعد شهادة ضابط الشرطة المفاوض، أن هذا الأخير كان عشيق زوجته، مما أبطل الاعتراف.  تمت تبرئة تيد بسبب عدم وجود أدلة كافية. ثم يطلب، وفقًا لما يسمح به القانون، التوقف عن إبقاء زوجته على أجهزة الإنعاش ويوقع على وقف العلاج.
يرفض ويليام نسيان القضية، ويدرك في النهاية أن تيد استبدل مسدسه بمسدس ضابط الشرطة روبرت نونالي. ويمكن لويليام بعد ذلك أن يطلب استعادة الرصاصة التي بقيت في رأس المرأة وتحديد هوية السلاح المستخدم. يعتقد تيد أنه أنه لا يمكنك محاكمة القضية مرتين. ويخبره ويليام أنه بما أن زوجته قد توفيت، فمن الممكن إجراء محاكمة جديدة لأن أسباب الاتهام قد تغيرت، من محاولة القتل إلى القتل.

## الورقة الفنية
- اللقب الفرنسي : الصدع
- العنوان الأصلي : Fracture
- لقب كيبيك : كسر
- تحقيق : جريجوري هوبليت
- شركة توزيع : سينما نيو لاين
- بلد المنشأ : الولايات المتحدة
- شكل : الألوان - 2.35:1 - DTS / Dolby Digital / SDDS - 35 مم
- جنس : إثارة
- مدة : 112 minutes
- تاريخ الإصدار [3] :
- الولايات المتحدة :20
- فرنسا :9

## توزيع
- أنتوني هوبكنز (VF : جان بيير مولان - VQ : فينسنت ديفي ) : تيودور « تيد » كروفورد
- ريان جوسلينج (VF : ألكسندر جيليت - VQ : فريديريك باكيه) :ويليام « ويلي » بيتشوم، مساعد المدعي العام
- ديفيد ستراثيرن (VF : فرانسوا دونوير - VQ : جاك لافالي ) :جو لوبروتو
- روزاموند بايك (VF : كاثرين لو هينان - VQ : كاثرين برولكس ليماي ) : نيكي جاردنر
- إمبيث دافيدتز (VF : كاثرين هاملتي - VQ : هيلين موندو ) :جينيفر كروفورد، زوجة تيد
- بيلي بيرك (VF : تييري راجينو - VQ : جيلبرت لاشانس ) : روبرت « روب » نونالي، مفتش الشرطة المفاوض، عشيق جينيفر
- كليف كورتيس (VF :ماثيو بوسكاتو - VQ : دانيال بيكارد ) : المفتش فلوريس
- فيونا شو (VF : ديبورا بيريت - VQ : إليز برتراند ) :القاضي روبنسون
- بوب جانتون (VF : بيير دورلينز - VQ : لويس دي سيسبيديس ) :القاضي فرانك جاردنر
- زاندر بيركلي :القاضي موران
- زوي كازان : منى
- غاري سرفانتس : سيرو (ينسب إلى كارلوس سرفانتس)
- Petrea Burchard [الإنجليزية] :الدكتورة ماريون كانج
- جوش ستامبرج :نورمان فوستر